# Antonio Gala
Antonio Gala Velasco (Brazatortas, Ciudad Real, 2 d'octubre de 1930 - Còrdova, 28 de maig de 2023) fou un escriptor espanyol, cordovès d'adopció.

## Biografia
Lector precoç de Rainer Maria Rilke, Garcilaso, Sant Joan de la Cruz i altres autors, va estudiar des de la primerenca edat de 15 anys la carrera de Dret en la Universitat de Sevilla i, com a alumne lliure, les de Filosofia i Lletres i Ciències Polítiques i Econòmiques en la Universitat de Madrid, obtenint llicenciatures en totes elles.
En acabar els seus estudis universitaris, va iniciar la preparació d'oposicions al Cos d'Advocats de l'Estat, abandonant-ho en un gest que ell recorda com de rebel·lia davant de les pressions de son pare, per a ingressar després en els cartoixans. Però la rígida disciplina monàstica no estava feta per a ell, i, com a compte en la seua autobiografia, Ahora hablaré de mí (2000), va ser expulsat de l'orde.
Es va mudar llavors a Portugal, on va portar una vida bohèmia. En 1959 va començar a impartir classes de Filosofia i Història de l'Art i va rebre un accèssit del Premi Adonáis de poesia per la seua obra Enemic íntim, començant una reeixida carrera teatral i periodística, que li va possibilitar des de 1963 viure només de l'escriptura.
A mitjan 1962 marxa a Itàlia, instal·lant-se a Florència, on roman quasi un any. En aquest temps publica en els Quaderns Hispanoamericans poemes del seu llibre La Deshora.
A principis de la dècada de 1970, una greu malaltia el va portar a la vora de la mort i durant la convalescència va començar a utilitzar el seu complement més característic: el bastó, del que ha reunit ja una variada i interessant col·lecció.
Es van fer cèlebres els seus articles de premsa publicats en el suplement dominical d'El País: "Xarrades amb Troylo", "Als hereus", "A qui amb mi va", etcètera; tots aquests articles han sigut després recopilats en llibres.
Convertit ja en un personatge altament popular de la literatura espanyola, va començar a escriure novel·les en els anys noranta, iniciant-se amb El manuscrit carmesí, que va ser presentada, i va guanyar, el molt comercial Premi Planeta.
Actualment, la seua col·laboració en premsa es reduïx a articles d'opinió breus, publicats amb el nom de troneres en el periòdic El Mundo. El ritme de creació i publicació d'altres obres seues ha descendit recentment, i en diverses ocasions ha donat a entendre que El pedestal de les estàtues pot ser la seua última novel·la.
En la seua labor destaca també la faceta de mecenes: va crear la Fundació Antonio Gala per a Creadors Joves, dedicada a donar suport i becar la labor d'artistes joves.

## Vida pública
Des de la Transició Espanyola (aproximadament entre 1976 i principis dels anys 1980) ha defensat públicament postures d'esquerra no emmarcades en el si de cap partit polític.
El 1981 va ser nomenat president de l'Associació d'Amistat hispanoàrab, càrrec que va exercir durant els primers anys d'existència d'esta. Va ser president de la plataforma cívica que propugnava el «no» a l'ingrés d'Espanya a l'OTAN, el referèndum d'adhesió del qual es va celebrar el 1985.
El 2007 es va fer pública la seua participació en negocis immobiliaris en les localitats andaluses de Loja i Alhaurín el Grande.

## Premis i guardons
- Accèssit del Premi Adonáis de poesia per Enemigo íntimo (1959)
- Premi Las Albinas, pel seu relat Solsticio de Verano (1963)
- Premi Nacional de Teatre Calderón de la Barca per la comèdia Los verdes campos del Edén (1963)
- Premi Ciutat de Barcelona de teatre per Los verdes campos del Edén (1965)
- Premio Mayte de teatre per Los buenos días perdidos (1973)
- Premi César González-Ruano de periodisme per Los ojos de Troylo (1975)
- Medalla de Castella-La Manxa.
- Doctor Honoris Causa per la Universitat de Còrdova (1982)
- Llibre d'Or dels Llibreters Espanyols (1984)
- Fill Predilecte d'Andalucia el 1985
- Premio Andalucia de les Lletres (1989)
- Premio León Felipe als valors cívics (1989)
- Premi Planeta de novel·la per El manuscrito carmesí el 1990
- Premi Max d'Honor (2001)[6]
- Premi 2005 de la Fundació Ibn al-Jatib d'Estudis i Cooperació Cultural (depenent de l'Ajuntament de Loja)

## Obres

### Teatre
- Los verdes campos del Edén, 1963
- El caracol en el espejo, 1964
- El sol en el hormiguero, 1966
- Noviembre y un poco de hierba, 1967
- Spanish strip-tease, 1970
- Cantar del Santiago para todos, 1971
- Los buenos días perdidos, 1972
- ¡Suerte, campeón!, 1973
- Anillos para una dama, 1973
- Las cítaras colgadas de los árboles, 1974
- ¿Por qué corres Ulises?, 1975
- Petra regalada, 1980
- La vieja señorita del paraíso, 1980
- El cementerio de los pájaros, 1982
- Trilogía de la libertad, 1983
- Samarkanda, 1985
- El hotelito, 1985
- Séneca o el beneficio de la duda, 1987
- Carmen, Carmen, 1988
- Libreto de la ópera Cristóbal Colón, estrenada en 1989
- La truhana, 1992
- Los bellos durmientes, 1994
- Café cantante, 1997
- Las manzanas del viernes, 2000

### Lírica
- Enemigo íntimo, 1959
- 11 sonetos de La Zubia, 1981
- 27 sonetos de La Zubia, 1987
- Poemas cordobeses, 1994
- Testamento andaluz, 1994
- Poemas de amor, 1997
- El poema de Tobías desangelado, 2005

### Articles
- Charlas con Troylo, 1981
- En propia mano, 1985
- Cuadernos de la Dama de Otoño, 1985
- Dedicado a Tobías, 1988
- La soledad sonora, 1989
- Proas y troneras, 1993
- A quien conmigo va, 1994
- Carta a los herederos, 1995
- Troneras, 1996
- La casa sosegada, 1998

### Narrativa
- El manuscrito carmesí, 1990
- La pasión turca, 1993
- Siete cuentos, 1993
- Más allá del jardín, 1995
- La regla de tres, 1996
- Las afueras de Dios, 1999
- El imposible olvido, 2001
- Los invitados al jardín, 2002 (32 relatos cortos)
- El dueño de la herida, 2003
- El pedestal de las estatuas, 2007
- Los papeles de agua, 2008

### Altres llibres
- El águila bicéfala, 1993
- Córdoba de Gala, 1993
- Granada de los nazaríes, 1994
- Andaluz, 1994
- El corazón tardío, 1998
- Ahora hablaré de mí, 2000 (autobiografia)

## Curiositats
- "Murió vivo" és l'epitafi que va escriure per a si mateix amb 15 anys
- Duu el nom de María de los Dolores, com tots els seus germans.